# Гвардійська сільська рада (Первомайський район)
Гварді́йська сільська́ ра́да — адміністративно-територіальна одиниця та орган місцевого самоврядування в Первомайському районі Автономної Республіки Крим. Адміністративний центр — село Гвардійське.

## Загальні відомості
- Населення ради: 2 036 осіб (станом на 2001 рік)

## Населені пункти
Сільській раді підпорядковані населені пункти:
- с. Гвардійське
- с. Братське
- с. Оленівка

## Склад ради
Рада складається з 16 депутатів та голови.
- Голова ради: Юлюгін Григорій Васильович
- Секретар ради: Кушнерук Тетяна Григорівна

### Керівний склад попередніх скликань
| Прізвище, ім'я, по батькові | Основні відомості                                                          | Дата обрання | Дата звільнення |
| --------------------------- | -------------------------------------------------------------------------- | ------------ | --------------- |
| Карасьов Віктор Іванович    | Сільський голова, 1963 року народження, член Соціалістичної партії України | 26.03.2006   | 31.10.2010      |
| Юлюгін Григорій Васильович  | Сільський голова, 1959 року народження, член Партії регіонів               | 31.10.2010   |                 |

Примітка: таблиця складена за даними сайту Верховної Ради України

### Депутати
За результатами місцевих виборів 2010 року депутатами ради стали:

#### За суб'єктами висування
| Суб'єкт висування | Кількість обраних депутатів | %    |
| ----------------- | --------------------------- | ---- |
| Партія регіонів   | 11                          | 68,8 |
| Самовисування     | 5                           | 31,3 |

#### За округами
| № округу        | Прізвище, ім'я, по батькові    | Дата визнання обраним | Освіта             | Партійна приналежність | Відомості про обраного депутата               |
| --------------- | ------------------------------ | --------------------- | ------------------ | ---------------------- | --------------------------------------------- |
| Партія регіонів |                                |                       |                    |                        |                                               |
| 2               | Брабець Яна Анатоліївна        | 05.11.2010            | середня спеціальна | позапартійна           | тимчасово не працює                           |
| 3               | Шимєк Євгеній Федорович        | 05.11.2010            | середня спеціальна | позапартійний          | тимчасово не працює                           |
| 5               | Ковалюк Сергій Миколайович     | 05.11.2010            | середня            | позапартійний          | тимчасово не працює                           |
| 6               | Кисельова Лідія Степанівна     | 05.11.2010            | незакінчена вища   | позапартійна           | тимчасово не працює                           |
| 7               | Джавадова Жанна Гасанівна      | 05.11.2010            | середня спеціальна | позапартійна           | ПП «Алієв», продавець                         |
| 8               | Абдурахімов Сєіт-Далі          | 05.11.2010            | середня спеціальна | член Партії регіонів   | тимчасово не працює                           |
| 10              | Кушнерук Тетяна Григорівна     | 05.11.2010            | середня спеціальна | позапартійна           | Гвардійська сільська рада, секретар           |
| 12              | Воронкевич Валентина Романівна | 05.11.2010            | середня            | позапартійна           | ПП «Алієв», продавець                         |
| 14              | Піхєйчік Олена Миколаївна      | 05.11.2010            | середня спеціальна | позапартійна           | Оленівська сільська бібліотека, бібліотекар   |
| 15              | Шалагай Тетяна Володимирівна   | 05.11.2010            | середня спеціальна | позапартійна           | тимчасово не працює                           |
| 16              | Османов Руслан Рашидович       | 05.11.2010            | середня спеціальна | позапартійний          | ПП «Османов», приватний підприємець           |
| Самовисування   |                                |                       |                    |                        |                                               |
| 1               | Кравченко Ірина Дмитрівна      | 05.11.2010            | середня            | позапартійна           | тимчасово не працює                           |
| 4               | Волошко Тетяна Вікторівна      | 05.11.2010            | середня спеціальна | позапартійна           | ПП «Меріуца», продавець                       |
| 9               | Чунакова Алія Ебазерівна       | 05.11.2010            | середня спеціальна | позапартійна           | КП «Правдовский комунальник», контролер касир |
| 11              | Муртазаєв Сіновєр Серверович   | 05.11.2010            | середня спеціальна | позапартійний          | тимчасово не працює                           |
| 13              | Аджиумєров Ебазер Ачкималович  | 05.11.2010            | середня            | позапартійний          | тимчасово не працює                           |